# Kansas City, México y Orient Railway

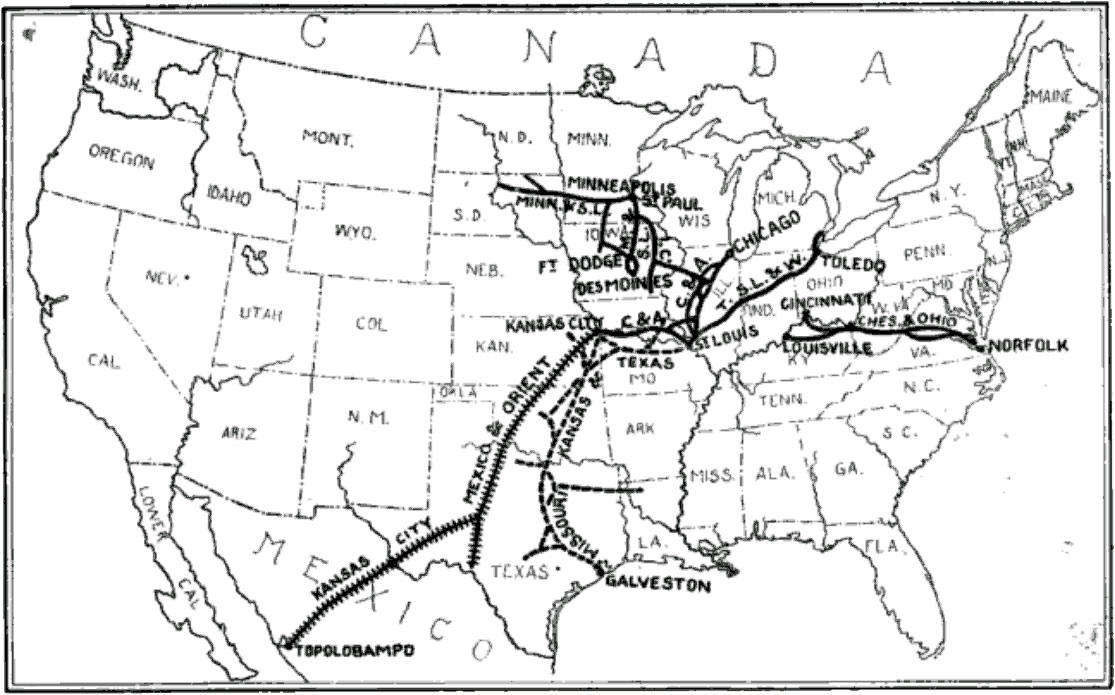
Mapa de la propuesta KCM&O y las empresas controladas por Edwin Hawley, entre las cuales se hizo un acuerdo de tráfico

El Kansas City, México y Orient Railway, iniciado en 1900 por el empresario ferroviario estadounidense Arthur Edward Stilwell, fue el predecesor del ferrocarril Chihuahua al Pacífico en México. Estaba previsto que llegara al Océano Pacífico en Topolobampo, Sinaloa.
La parte de Estados Unidos se incorporó en 1900 como Kansas City, Mexico and Orient Railway. Se completó entre Wichita y Alpine,. La clasificación se llevó a cabo entre El Dorado y Bazaar. Las tiendas principales se ubicaron por primera vez en Fairview. En 1910, las tiendas de Fairview fueron destruidas por un incendio y luego se restablecieron en Wichita. El ferrocarril se vio obligado a declararse en quiebra en 1912, pero su receptor, William T. Kemper, iba a hacer una fortuna cuando se descubrió petróleo bajo sus vías. En 1914, se reorganizó como Ferrocarril KCM&O. Otra reorganización en 1925 le devolvió su nombre original. Popularmente se le llamó El ferrocarril de Oriente.
A finales de 1925, KCM&O y KCM&O de Texas (las partes de los ferrocarriles interestatales en Texas debían estar bajo estatutos únicos) operaban juntas 1382 km de vías en 1188 km de derecho de paso; reportaron un total de 330 millones de toneladas-milla netas de ingresos por carga y 8 millones de millas-pasajeros. El KCM&O fue adquirido por el Ferrocarril de Atchison, Topeka y Santa Fe en 1928, principalmente para obtener acceso a los campos petrolíferos del oeste de Texas. Luego, el Santa Fe vendió las porciones mexicanas. El ferrocarril llegó a Presidio en 1930 y se construyó el Puente ferroviario internacional Presidio-Ojinaga.
Los derechos de operación en el tramo desde San Angelo Junction hasta Presidio se otorgaron posteriormente a Texas Pacifico Transportation.